# Amathus in Palaestina
Amathus in Palaestina (łac. Diœcesis Amathusius in Palaestina) – stolica historycznej diecezji w Cesarstwie rzymskim w prowincji Palestina I, współcześnie w Jordanii.

## Historia
Wzmianki o diecezji pochodzą z V–VI wieku, pierwszym wzmiankowanym biskupem jest Teodozjusz.
W XVIII wieku została wpisana na listę katolickich biskupstw tytularnych. Od 1967 nie jest obsadzona.

## Biskupi tytularni
| Lp. | Biskup                                      | Od               | Do                |
| --- | ------------------------------------------- | ---------------- | ----------------- |
| 1   | Francesco Maria Miceli                      | 7 lutego 1729    | 11 marca 1743     |
| 2   | Lattanzio Felice Sega                       | 27 lipca 1743    | 20 czerwca 1758   |
| 3   | Gaetano Galbato                             | 17 marca 1755    | 19 listopada 1786 |
| 4   | Juan Antonio Lillo OFMDisc.                 | 15 grudnia 1828  | 28 lutego 1831    |
| 5   | Francesco Saverio di Sant’Anna Pescetto OCD | 8 marca 1831     | 10 kwietnia 1840  |
| 6   | Guillaume Marie Douarre SM                  | 23 sierpnia 1842 | 27 czerwca 1853   |
| 7   | Ludwik Bartłomiej Brynk                     | 23 lutego 1872   | 19 września 1874  |
| 8   | Francesco Folicaldi                         | 28 czerwca 1876  | 12 marca 1877     |
| 9   | Carlo Laurenzi                              | 22 czerwca 1877  | 13 listopada 1884 |
| 10  | Francesco di Paola Cassetta                 | 2 grudnia 1884   | 25 listopada 1887 |
| 11  | Domenico Taccone-Gallucci                   | 1 czerwca 1888   | 13 grudnia 1889   |
| 12  | Pasquale Corrado                            | 30 grudnia 1889  | 2 stycznia 1890   |
| 13  | Gherardo Araldi                             | 14 grudnia 1891  | 5 lutego 1895     |
| 14  | Bartolomeo Mirra                            | 15 marca 1898    | 15 kwietnia 1907  |
| 15  | Willem Cobben SCJ                           | 19 grudnia 1933  | 25 lutego 1955    |
| 16  | Ladislau Paz SDB                            | 21 lipca 1955    | 28 listopada 1957 |
| 17  | José Antonio Dammert Bellido                | 14 kwietnia 1958 | 19 marca 1962     |
| 18  | Hugo Mark Gerbermann MM                     | 6 czerwca 1962   | 23 grudnia 1967   |